# ميغارابتور
الميغارابتور (الاسم العلمي: Megaraptor) وتعني ("اللص عملاق")، وهو جنس من ديناصور وحشيات الأرجل الكبيرة التي عاشت في مرحلتي التوروني والكونياكي في الطباشيري المتأخر. تم اكتشاف أحافيرها في تكوين بورتيزويلو الباتاغوني في الأرجنتين. كانت يعتقد في البداية أنه السيلوروصور الشبيه بالدرومايوصور، تم تصنيفها على أنها نيوفيناتوريات من قريبات الألوصورات في السلالات السابقة، لكن السلالة الأحدث واكتشافات أجناس الميغارابتورات [الإنجليزية] المتعلقة بها قد وضعتها إما على شكل تيرانوصورويدات قاعدية أو سيلوروصوريات قاعدية.